# Justin Perchot
Justin Perchot, né le 9 septembre 1867 à Gézier (Haute-Saône) et mort le 7 septembre 1946 à la Ville-d'Avray (Hauts-de-Seine), est un homme politique français.

## Biographie

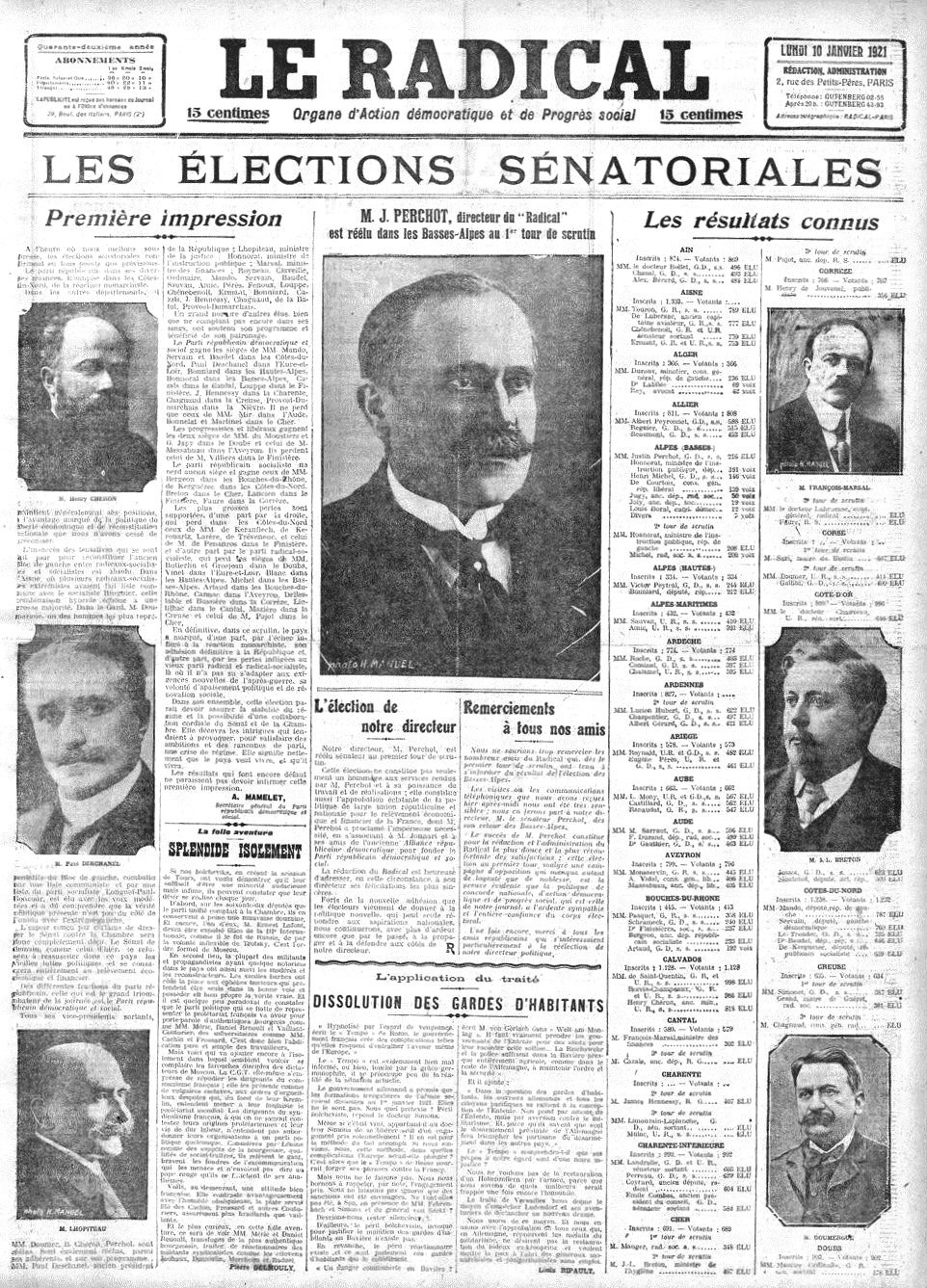
Le 10 janvier 1921, Le Radical fait sa une sur la réélection de son directeur, Justin Perchot.

Normalien et docteur es sciences, il commence une carrière dans l'enseignement, qu'il abandonne assez vite pour se lancer dans l'industrie et comme entrepreneur en travaux publics. Il est député des Basses-Alpes de 1910 à 1912 et sénateur de 1912 à 1930. Il est inscrit au groupe de la Gauche démocratique et s'intéresse aux questions fiscales, ainsi qu'aux conséquences de la guerre et notamment les orphelins de guerre. Il est membre de la commission des mines et de celle des chemins de fer, s'occupant de ce que l'on appelle aujourd'hui l'aménagement du territoire.
En 1922, il est attaqué par les partisans de Doumer (ayant des intérêts dans la Banque de l'Indochine) et la presse d'extrême-droite : il est en effet un des administrateurs de la Banque industrielle de Chine qui est au cœur d'un affrontement entre Briand et Doumer. Son immunité parlementaire est levée, mais il n'est finalement pas condamné, des enquêtes permettent de montrer dès 1924 son innocence. Battu en 1930, il se consacre à ses entreprises.

## Publications
- Sur les mouvements des nœuds et du périgée de la lune et sur les variations séculaires des excentricités et des inclinaisons, Paris, Gauthier-Villars et fils, 1892, 95 p.

## Distinctions
- Commandeur de l'ordre d'Isabelle la Catholique (Espagne) (1913)
- Commandeur de l'ordre des Saints-Maurice-et-Lazare (1914)
- Officier de la Légion d'honneur (décret du 9 février 1932). Il est fait officier par Paul Doumer le 26 février 1932. Il est fait chevalier par René Waldeck-Rousseau en 1911.

## Sources
- « Justin Perchot », dans le Dictionnaire des parlementaires français (1889-1940), sous la direction de Jean Jolly, PUF, 1960 [détail de l’édition]
- Joris Guillemot, « Justin Perchot », dans Hervé Guillemain (dir.), DicoPolHiS, Le Mans Université.